# Боголюбов Клавдій Михайлович
Клавдій Михайлович Боголюбов (нар. 11 листопада 1909, село Лютчик, тепер Шекснинського району Вологодської області, Російська Федерація — 26 лютого 1996, місто Москва) — радянський партійний діяч, завідувач загального відділу ЦК КПРС. Член Центральної Ревізійної комісії КПРС у 1971—1981 роках. Член ЦК КПРС у 1981—1986 роках. Депутат Верховної Ради СРСР 10—11-го скликань. Кандидат історичних наук (1954). Доктор історичних наук (ступеня доктора історичних наук був позбавлений за плагіат після 1985 року). Герой Соціалістичної Праці (10.11.1984).

## Життєпис
Народився в селянській родині. У 1930 році закінчив середню школу.
У 1930—1939 роках — вчитель початкової школи, завідувач навчальної частини школи Мяксинського району, завідувач Мяксинського районного відділу народної освіти Вологодської області.
Член ВКП(б) з 1938 року.
У 1939 році заочно закінчив Ленінградський педагогічний інститут імені Герцена.
У 1939 році — директор середньої школи Мяксинського району Вологодської області.
У 1939—1941 роках — у Червоній армії.
У 1941—1942 роках — заступник завідувача, завідувач відділу районного комітету ВКП(б) Вологодської області.
У 1942—1944 роках — слухач Вищої партійної школи при ЦК ВКП(б).
У 1944—1963 роках — в апараті ЦК КПРС: завідувач сектора видавництв та журналів відділу пропаганди і агітації ЦК КПРС по союзних республіках.
У 1953 році захистив кандидатську дисертацію на тему «Боротьба Комуністичної партії Радянського Союзу за підготовку і проведення масового колгоспного руху (1929—1930 років)».
У 1963—1965 роках — заступник голови Державного комітету Ради міністрів СРСР із друку.
У 1965—1968 роках — завідувач сектора і заступник завідувача відділу, в червні 1968 — грудні 1982 року — 1-й заступник завідувача, в грудні 1982 — травні 1985 року — завідувач загального відділу ЦК КПРС.
За видатні заслуги перед Комуністичною партією і Радянською державою і в зв'язку з 75-річчям від дня народження, Указом Президії Верховної Ради СРСР від 10 листопада 1984 року Боголюбову Клавдію Михайловичу присвоєно звання Героя Соціалістичної Праці з врученням ордена Леніна і золотої медалі «Серп і Молот».
З травня 1985 року — персональний пенсіонер союзного значення в Москві.
Помер 1996 року. Похований в Москві на Троєкуровському цвинтарі.

## Основні праці
- «Вірним курсом» (1980, 1984)
- «Продовольча програма СРСР: зміст і шляхи реалізації» (1983)

## Нагороди і звання
- Герой Соціалістичної Праці (10.11.1984)
- два ордени Леніна (6.11.1979, 10.11.1984)
- орден Жовтневої Революції (26.08.1971)
- орден Вітчизняної війни ІІ ст. (11.03.1985)
- два ордени Трудового Червоного Прапора (4.05.1962, 11.11.1969)
- орден Дружби народів (13.04.1981)
- медалі
- Державна премія СРСР (1980)
- Ленінська премія